# 洛桑条约 (1923年)
洛桑条约（法語：Traité de Lausanne），是1922-1923年的洛桑會議期間簽訂的和平條約，其在1923年7月24日於瑞士洛桑魯米訥宮签订。該條約正式解決了自一戰以來鄂圖曼帝國與協約國陣營的法國、英國、義大利王國、日本、希臘王國、南斯拉夫王國、羅馬尼亞王國之間的矛盾。該條約內容主要以法文為主。該條約是在試圖瓜分鄂圖曼帝國領土的《色佛爾條約》在最終失敗後且未獲批准後的第二次嘗試，色佛爾條約早在1920年就簽署，但是受到了土耳其國民運動的拒絕，並積極反對條約內的條款。在第二次希土戰爭後，伊兹密爾被土耳其收复，並在1922年10月簽訂了《穆達尼亞停戰協定》。該協定規定了希臘、土耳其兩國人口將進行互換，並允許非軍事平民可不受限制地通過黑海海峽。
土耳其最終在1923年8月23日批准了洛桑条约，其他所有簽署國則在1924年7月16日批准了該條約。其在1924年8月6日在巴黎交存批准書後正式生效。
此外，該條約還額外頒布了大赦令，赦免了1914年-1922年期間各國所犯之罪行。歷史學家漢斯·盧卡斯·基澤對此斷言，「洛桑條約默許了國家進行全面驅逐，消滅異族與異教群體之政策」。

## 背景

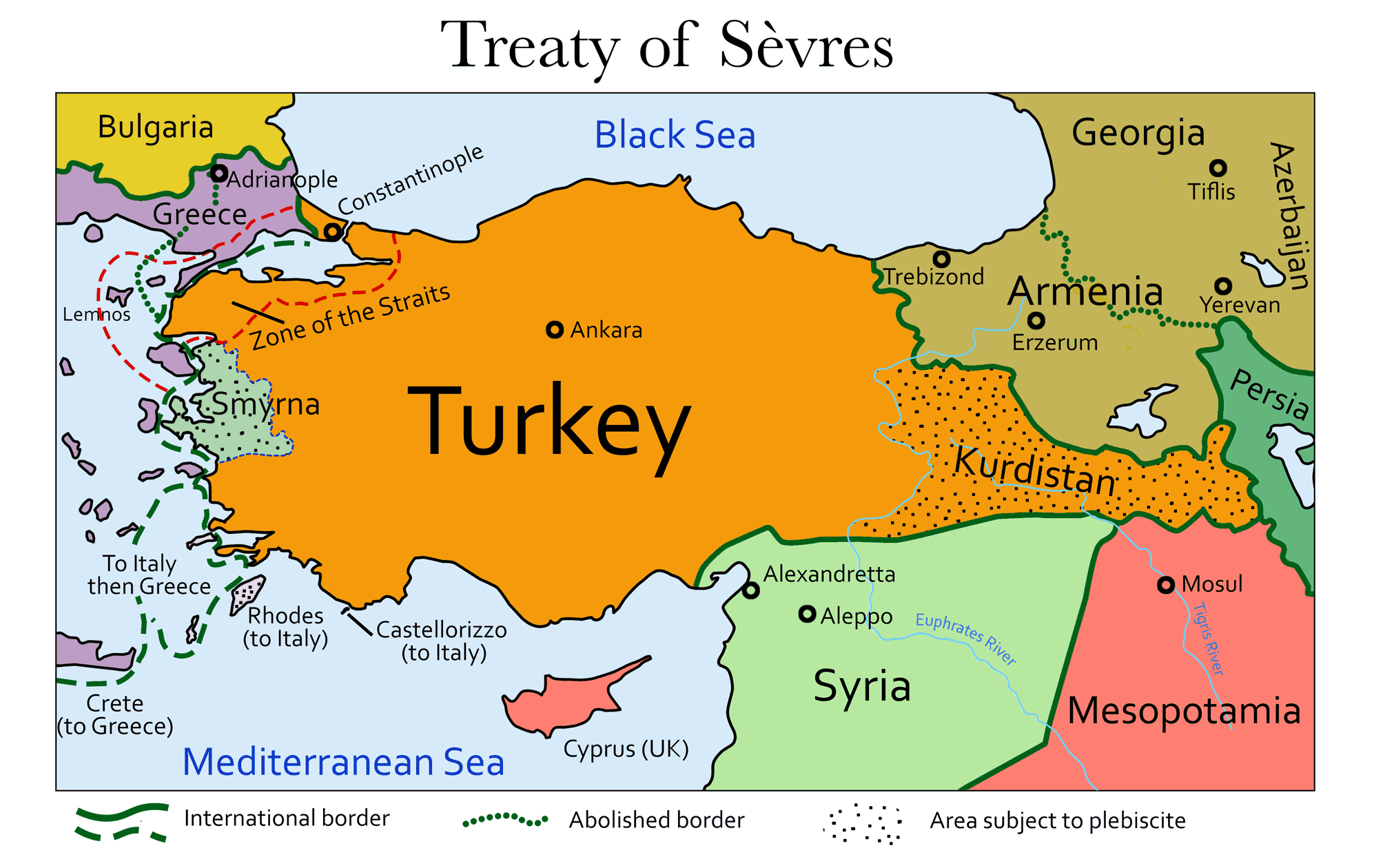
上圖乃未經批准的《色佛爾條約》所規定的土耳其領土，該條約很快在土耳其獨立戰爭後廢除，並由《洛桑條約》取代之

繼希臘軍隊被趕出小亞細亞、鄂圖曼蘇丹被穆斯塔法·凱末爾驅逐之後，大國民議會政府便拒絕接受《色佛爾條約》強加的領土損失。英國曾試圖在東部安那托利亞地區建立庫德國家來削弱土耳其在美索不達米亞與基爾庫克的影響力。凱末爾主義的世俗言論緩解了國際社會對1915年亞美尼亞種族滅絕中倖存的亞美尼亞人的未來的擔憂，並同樣地減緩對庫德人自決的支持。根據1923年簽署的《洛桑條約》，東安納托利亞成為現代土耳其的領土，代價是土耳其將要放棄石油資源豐富的阿拉伯地區的領土要求。
洛桑會議曾進行過相關談判。土耳其代表為伊斯麥特·伊諾努。當時的英國外交大臣喬治·寇松為協約國代表，埃萊夫塞里奧斯·韋尼澤洛斯則為希臘王國代表。談判從1922年11月20日開啟，歷經八個月的艱辛談判後，條約終於於1923年7月24日簽署。此外，協約國代表團也包括美國海軍少將馬克·蘭伯特·布里斯托，他曾擔任美國高級專員並支持土耳其所做的努力。

## 條約內容
洛桑條約共有143條，主要的章節包括：
| 章節                                                                                       |
| ------------------------------------------------------------------------------------------ |
| 土耳其海峽公約                                                                             |
| 貿易（投降廢止條約）：第28條規定「各締約國在此接受土耳其廢除就其本身而言的各方面的契約」。 |
| 協議                                                                                       |
| 裝訂信函                                                                                   |

該條約規定了土耳其共和國獨立，然也規定須保護在土耳其境內的希臘東正教少數群體與希臘的穆斯林少數群體。然而根據希臘與土耳其早先簽訂的《關於希臘土耳其人口互換公約》，土耳其的大部分基督教人口與希臘的穆斯林人口已被驅逐出境，只有君士坦丁堡、英布羅斯島與忒涅多斯島的希臘東正教徒（當時約有270000人）以及西色雷斯的穆斯林人口（當時約有129120人）被排除在外。該條約的第14條還賦予了英布羅斯島和忒涅多斯島擁有「特別行政組織」的權利，然而土耳其政府在1926年2月17日取消了該權利。土耳其還接受失去賽普勒斯島的領土主張（該島在1878年的柏林會議被歸由大英帝國管轄，但法律上仍然屬於鄂圖曼帝國至第一次世界大戰前），摩蘇爾的命運交給國際聯盟裁決。土耳其還明確放棄了對佐澤卡尼索斯群島的所有領土主張，根據1912年義土戰爭後的烏契條約第二條，義大利有義務將該群島返還土耳其。

### 條約內容摘要
| 部分       | 章節 |
| ---------- | --- |
|            | 序言 |
| 第一部分   | 政治條款 |
| 第二部分   | 財務條款 |
| 第三部分   | 經濟條款 |
| 第四部份   | 通訊與衛生問題 |
| 第五部分   | 雜項條款 |
| 第六部分   | 關於居留與營業條件及管轄權公約                                                                                          |
| 第七部分   | 商務公約 |
| 第八部分   | 關於希臘土耳其人口互換公約                                                                                              |
| 第九部分   | 希臘土耳其關於相互歸還被拘留平民與交換戰俘協定                                                                          |
| 第十部分   | 大赦公告 |
| 第十一部份 | 關於希臘穆斯林財產聲明                                                                                                  |
| 第十二部分 | 關於土耳其衛生問題聲明                                                                                                  |
| 第十三部分 | 關於土耳其司法行政宣言                                                                                                  |
| 第十四部分 | 與鄂圖曼帝國授予之某些特權相關議定書                                                                                    |
| 第十五部分 | 關於比利時與葡萄牙加入包含在洛桑簽署之條款與文書議定書                                                                  |
| 第十六部分 | 關於撤離英、法、義國軍對所佔領的土耳其領土議定書                                                                        |
| 第十七部分 | 關於卡拉阿奇領土與英布羅斯島、忒涅多斯島議定書                                                                          |
| 第十八部分 | 關於1920年8月10日主要協約國和希臘於《色佛爾條約》締約的保護希臘少數族群條約及同日主要協約國與希臘締約的色雷斯條約議定書 |
| 第十九部分 | 關於塞爾維亞人、克羅埃西亞人和斯洛維尼亞人王國簽署之議定書                                                              |

### 領土

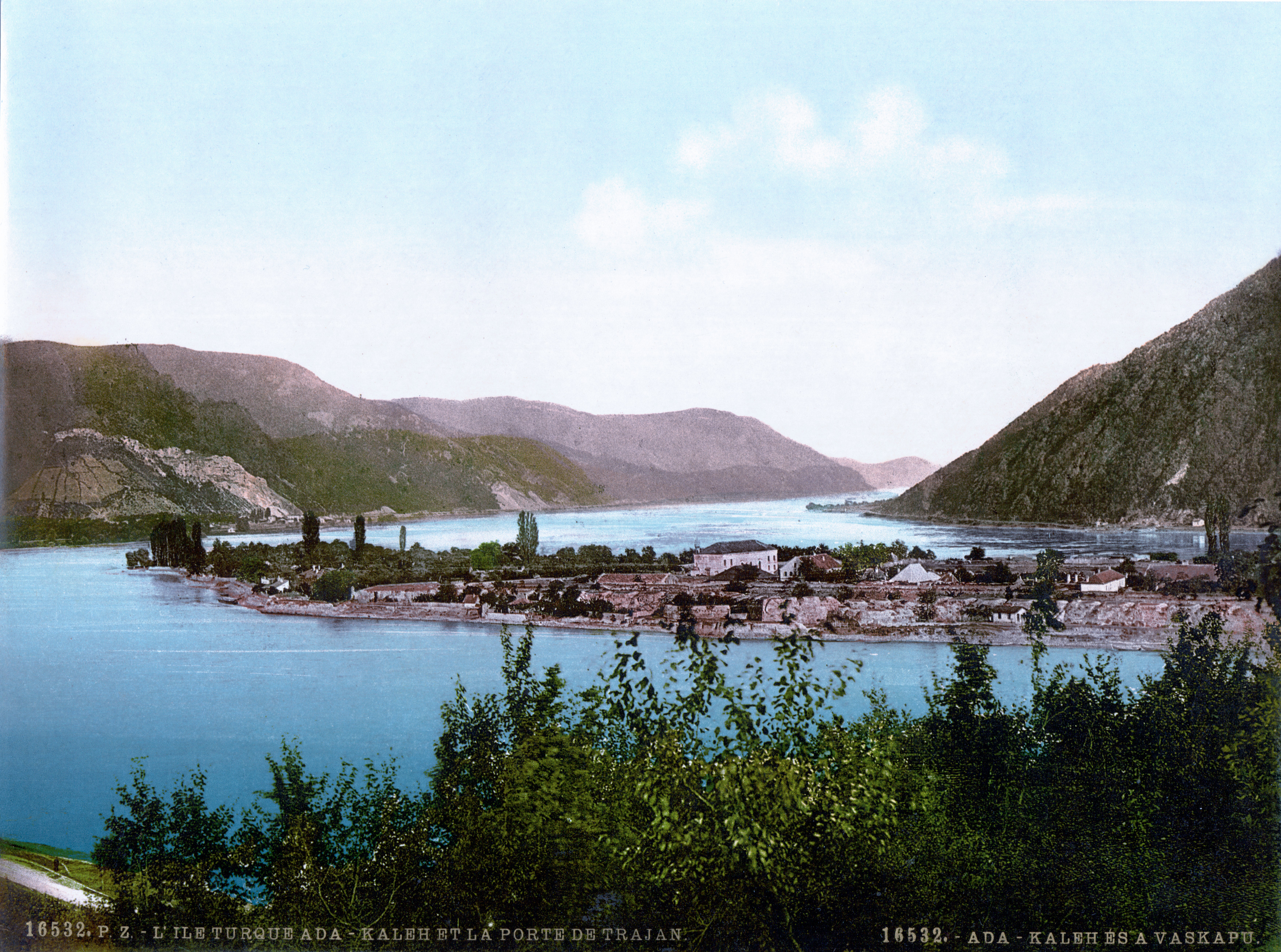
位於多瑙河上的阿達卡萊島在1878年柏林會議中被遺忘，使得他在1923年的《洛桑條約》前，他一直在法律上隸屬鄂圖曼帝國領土兼鄂圖曼蘇丹阿卜杜勒-哈米德二世的私人領土（事實上，羅馬尼亞在1919年曾單方面宣稱擁有該島的主權，並在1920年的《特里阿農條約》中強化了這個主張）。隨著該島在1970年修建鐵門一號水力發電廠時被淹沒，阿卜杜勒-哈米德二世的後裔提出法律索賠的潛在可能也隨之消去。

該條約劃定了希臘、保加利亞與土耳其的邊界。具體來說，條約規定將愛琴海（原文為東地中海）距土耳其海岸三英哩以外的所有島嶼、小島和其他領土全部割讓給希臘，然而英布羅斯島、忒涅多斯島與拉比特島是例外（參見第六條與第十二條 （页面存档备份，存于））。這兩條中都有一條特別說明，即除非另有明確規定外，土耳其的主權範圍將落在小亞細亞海岸三英哩以內。英布羅斯島和忒涅多斯島不在人口互換中，他們將根據土耳其保護少數群體的規定下受到保護（參見第三十八條 （页面存档备份，存于））。
在希臘同意將卡拉阿奇割讓給土耳其後，土耳其向希臘所要戰爭賠款的主要問題就被放棄了。土耳其還正是割讓了對佐澤卡尼索斯群島（第十五條）、賽普勒斯（第二十條）、埃及與蘇丹（第十七條）、敘利亞與伊拉克（第三條）的所有主權要求，並（連同《安卡拉條約》）解決了後兩者的邊界問題。
在各國於1918年10月30日簽署《穆茲羅斯停戰協定》時，敘利亞與伊拉克以南的阿拉伯半島領土仍由鄂圖曼帝國控制，該協定也並未明確指出這些領土。然而，《洛桑條約》的第三條對土耳其南部邊界的定義也意味著土耳其正是割讓了這些區域。這些領土包含葉門穆塔瓦基利亞王國、阿西爾地區與部分包含麥地那在內的漢志地區。土耳其軍隊事實上仍佔領著這些區域直至1919年1月23日。
根據《洛桑條約》第25與26條，土耳其正式承認《特里阿農條約》中，將位於羅馬尼亞多瑙河上的阿達卡萊島割讓出去的條款。該島因為當年柏林條約上的外交違規，在事實上一直是鄂圖曼帝國的領土。土耳其還放棄了1912年的烏契條約中對利比亞的特權（根据1923年《洛桑条约》第22条）。

### 協議
在眾多協議中，有一項為土耳其與美國達成的單獨協議，即切斯特租界協議。1927年1月18日，美國參議院以50:34的票數拒絕批准該條約，理由是其比美國憲法規定的三分之二的票數少了六票。此後，土耳其廢除了這項特權。
此外，土耳其還必須任命四位歐洲司法事務顧問，任期五年。這些顧問將會觀察土耳其的司法改革進程，如若他們建議的改革都沒有實施的話，顧問的合同可以續簽。隨後，土耳其努力制定並頒布了新的土耳其憲法，並在上述五年結束前將瑞士民法、義大利刑事訴訟法與德國商業法納入其中，改革了土耳其的司法制度。

### 大赦公告
該條約第十部分被稱為大赦公告，其對1914年至1922年期間犯下任何「與政治事件」相關罪行的人實行豁免。是以，該條約終止了起訴鄂圖曼帝國戰犯犯下亞美尼亞種族滅絕、亞述人種族大屠殺、希臘種族滅絕等相關罪行的努力，並將這些有罪不罰的現象编纂成法。

## 遺產

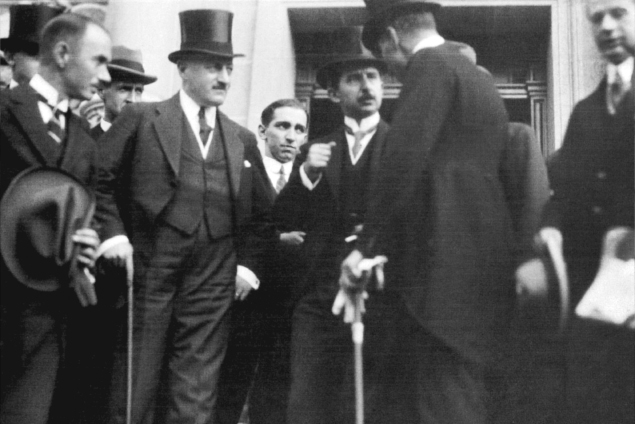
簽署《洛桑條約》後的土耳其代表團。該代表團由伊斯麥特·伊諾努領導（圖中正中央）

《洛桑條約》最終促使國際社會承認了土耳其共和國為繼承了鄂圖曼帝國的主權國家。根據該條約，鄂圖曼帝國的公債將由土耳其與前鄂圖曼之新興國家共同承擔。《土耳其海峽公約》則維持了13年，直到1936年被《蒙特勒海峽制度公約》取代為止。不久後，條約中的海關限制又被重新修訂。
對於希臘來說，該條約結束了其「偉大理想」之推動，即現代希臘應該擁有小亞細亞之領土主張。這些地方在長達三千多年的時間裡一直居住著講希臘語的人，同時也構成東羅馬帝國的野心。
根據《洛桑條約》，哈塔伊仍然是法屬敘利亞的一部分，但後來其在1938年獲得獨立，隨後變成哈塔伊共和國，1939年的全民公投後成為土耳其的一部分。土耳其新政權的反對派獲得政治大赦，並保留了150次例外的權利。土耳其150位不受歡迎人物（大多都是鄂圖曼王朝後裔）也在後來慢慢恢復了公民身分，其中最後一位是1974年回歸公民身分。
大衛·勞合·喬治表示該條約乃「卑鄙、懦弱與臭名遠播的投降書」。
歷史學家諾曼·奈馬克指出：「《洛桑條約》是整個20世紀違背了人民意願進行人口交換的關鍵性國際先例」。
歷史學家羅納德·格里戈爾·蘇尼指出該條約「從根本上確認了驅逐出境，甚至於屠殺式種族清洗將作為解決人口問題的潛在辦法之有效性」。
歷史學家漢斯·盧卡斯·基澤指出「《洛桑條約》默許了驅逐與消滅異族、異教團體之全面性政策，此對德國修正主義者與其他許多民族主義者存在巨大的吸引力」。

## 陰謀論
《洛桑條約》在土耳其國內引發了一系列陰謀論。有人聲稱，該條約將在一個世紀後到期，並且條約中還有著關於開採自然資源的「秘密條款」。2010年代的一種主流陰謀論認為，該條約將在2023年到期，土耳其將被允許開採硼與石油。

## 註腳
1. ↑  archives-de-la-ville-de-lausanne （页面存档备份，存于） (consulté le 22.07.23)
2. ↑  . www.lonelyplanet.com.   [6 September 2018]. （原始内容存档于14 September 2018） （英语）.
3. ↑  . MySwitzerland.com.   [6 September 2018] （英语）.
4. ↑  Xypolia, Ilia. . Diplomacy & Statecraft. 2021, 32 (4): 674–691  [19 April 2022]. S2CID 246234931. doi:10.1080/09592296.2021.1996711. hdl:2164/18252 . （原始内容存档于14 January 2023）.
5. 1 2 3 4 5 6 7 8  , Lausanne, Switzerland, 24 July 1923  [28 November 2012], （原始内容存档于12 January 2013）
6. ↑  .   [2021-11-17]. （原始内容存档于2 February 2021）.
7. ↑  Martin Lawrence.  I. Carnegie Endowment for International Peace. 1924: lxxvii.
8. ↑   4: 1292. October 1924.
9. ↑  Hansard, House of Commons 的存檔，存档日期18 October 2017., 16 July 1924.
10. 1 2  Kieser, Hans-Lukas. . Friedman, Jonathan C.  (编). . Taylor & Francis. 2010  [4 January 2021]. ISBN 978-1-136-87060-6. doi:10.4324/9780203837443.ch3. （原始内容存档于13 December 2020） （英语）.
11. ↑  Darren L. Logan. . Iran & the Caucasus. 2009, 13 (1): 161–186. JSTOR 25597401. doi:10.1163/160984909X12476379008205.
12. ↑  Morgenthau, Henry, Ambassador Morgenthau's Story, (Detroit: Wayne State University, 2003), 303.
13. 1 2  Mango, Andrew. . Overlook Press. 2002: 388. ISBN 1-58567-334-X.
14. ↑  除了土耳其外，英國、法國、義大利、日本、希臘、羅馬尼亞與南斯拉夫都是締約方
15. ↑  The Greek minority of Turkey 的存檔，存档日期3 March 2016. – Hellenic Resources Network
16. ↑  Öksüz, Hikmet,  (PDF), Turkish Review of Balkan Studies: 255, 2004  [2024-01-04], （原始内容存档 (PDF)于2012-07-23）
17. ↑  .   [18 November 2008]. （原始内容存档于25 October 2021）.
18. ↑  James Barros, The Corfu Incident of 1923: Mussolini and The League of Nations, Princeton University Press, 1965 (reprinted 2015), ISBN 1400874610, p. 69
19. ↑  .   [28 February 2019]. （原始内容存档于26 February 2021）.
20. 1 2  .   [21 September 2010]. （原始内容存档于25 July 2011）.
21. ↑  Xypolia, Ilia.  (PDF). Bogazici Journal. 2011, 25 (2): 109–120  [10 November 2012]. doi:10.21773/boun.25.2.6 . （原始内容存档 (PDF)于2 June 2018）.
22. ↑  . www.osmanli700.gen.tr.   [6 September 2018]. （原始内容存档于7 August 2020）.
23. ↑  . www.osmanli700.gen.tr.   [6 September 2018]. （原始内容存档于6 September 2018）.
24. ↑  Trask, Roger R. . . University of Minnesota Press. 1971: 37–64. ISBN 978-1-4529-3717-5. Project MUSE chapter 1252066.
25. 1 2 3  Liebisch-Gümüş, Carolin (6 July 2020). p. 257
26. ↑  The American Journal of International Law, Vol. 18., No. 2, Supplement:Official Documents (Apr. 1924), pp. 92–95.
27. ↑  Scharf, Michael. . Law and Contemporary Problems. 1996, 59 (4): 41–61  [17 December 2020]. ISSN 0023-9186. JSTOR 1192189. doi:10.2307/1192189. （原始内容存档于19 July 2018）. Initially, the Allied Powers sought the prosecution of those responsible for the massacres. The Treaty of Sevres, which was signed on August 10, 1920, would have required the Turkish Government to hand over those responsible to the Allied Powers for trial. Treaty of Peace between the Allied Powers and Turkey [Treaty of Sevres], art. 230, at 235, Aug. 10, 1920, reprinted in 15 AM. J. INT'L L. 179 (Supp 1921). "The Treaty of Sevres was, however, not ratified and did not come into force. It was replaced by the Treaty of Lausanne, which not only did not contain provisions respecting the punishment of war crimes, but was accompanied by a 'Declaration of Amnesty' of all offenses committed between 1914 and 1922." Treaty of Peace between the Allied Powers and Turkey [Treaty of Lausanne], July 24, 1923, League of Nations Treaty Series 11, reprinted in 18 AM. J. INT'L L. 1 (Supp. 1924). 99.
28. ↑  Lattanzi, Flavia. . . Studies in the History of Law and Justice 15. Springer International Publishing. 2018: 27–104  [27 November 2020]. ISBN 978-3-319-78169-3. doi:10.1007/978-3-319-78169-3_3. （原始内容存档于21 March 2021） （英语）.
29. ↑  Marchesi, Antonio. . . Springer International Publishing. 2018: 143–160. ISBN 978-3-319-78169-3 （英语）.
30. 1 2  Dadrian, Vahakn. . Yale Journal of International Law. 1998, 23 (2)  [24 November 2020]. ISSN 0889-7743. （原始内容存档于3 December 2020）. After expunging all references to Armenian massacres (and, indeed, to Armenia itself) from the draft version, they signed the Lausanne Peace Treaty, thus helping to codify impunity by ignoring the Armenian genocide. The international law flowing from this treaty, while a sham in reality, lent an aura of respectability to impunity because the imprimatur of a peace conference was attached to it. A French jurist observed that the treaty was an "assurance" for impunity for the crime of massacre; indeed, it was a "glorification" of the crime in which an entire race, the Armenians, was "systematically exterminated." For his part, David Lloyd George, wartime Prime Minister of Great Britain, found it appropriate to vent his ire when he was out of power: He declared the Western Allies' conduct at the Lausanne Conference to be "abject, cowardly and infamous." A creature of political deal-making, the Lausanne Treaty was a triumph of the principle of impunity over the principle of retributive justice.
31. ↑  Findley, Carter V. . Yale University Press. 2010-09-21: 224–226. ISBN 978-0-300-15260-9 （英语）.
32. ↑  Liebisch-Gümüş, Carolin. . Walter de Gruyter GmbH. 2020-07-06: 256  [19 November 2021]. ISBN 978-3-11-064341-1. （原始内容存档于14 January 2023） （德语）.
33. ↑  Zürcher Erik Jan. Turkey: a Modern History. 4th ed. London: I.B. Tauris, 2017. p. 163
34. ↑  Jones, Adam. . Taylor & Francis. 2016: 231  [17 December 2020]. ISBN 978-1-317-53386-3. （原始内容存档于14 January 2023） （英语）.
35. ↑  . ethnic-cleansing-0.html. 16 April 2019  [29 March 2021]. （原始内容存档于11 May 2021） （法语）.
36. ↑  Suny, Ronald Grigor. . Princeton University Press. 2015: 367–368. ISBN 978-1-4008-6558-1.
  - Template:Lay source
37. ↑  Danforth, Nick. . Foreign Policy. 2 October 2014  [2 January 2023]. （原始内容存档于9 May 2020）.

## 外部連結
- 1923年《洛桑條約》全文 （页面存档备份，存于） （页面存档备份，存于）
- 有关洛桑条约在德国经济学中央图书馆（ZBW）20世纪新闻档案中的剪报。